# Ellen Crocker
Pour les articles homonymes, voir Crocker.
Ellen Crocker (1872-1962) est une suffragette britannique.
Elle est la cousine d'Emmeline Pethick-Lawrence.

## Vie et activisme
Ellen Crocker (connue sous le nom de Nelly ou Nellie) est née en 1872 à Stogumber, Somerset. Son père est médecin et elle a une sœur, Emma.
Crocker rejoint le mouvement des suffragettes mais part lorsque sa cousine Emmeline Pethick-Lawrence et son mari Frederick sont expulsés de la Women's Social and Political Union par les Pankhurts.
En 1906, Crocker est une fervente partisane du Parti libéral, secrétaire bénévole de l'Association libérale des femmes de Wellington, mais elle perd ses illusions en 1907 et quitte le parti « d'un gouvernement qui persécute les femmes » pour rejoindre la campagne pour le droit de vote des femmes afin d'éviter d'être une « traître à son sexe ».
Crocker prend la parole lors de la réunion fondatrice de la branche de Bath de la Women's Social and Political Union (WSPU) et elle est la première prisonnière suffragette à se reposer à l'Eagle House d'Emily Blathwayt (en) ; elle plante finalement un arbre lors d'une visite ultérieure en février 1911 pour commémorer ses souffrances d'emprisonnement (un Abies magnifica).

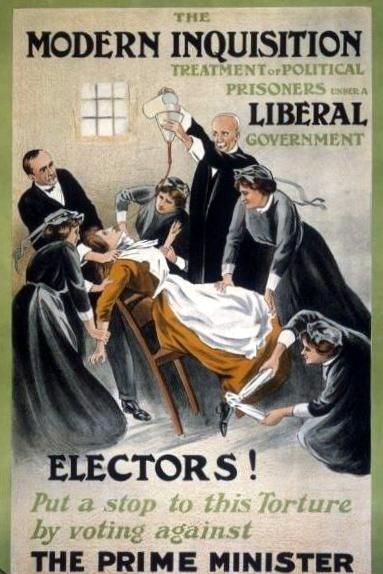
Affiche contre le gouvernement libéral à propos de l'alimentation forcée des prisonnières.

Crocker est allée avec Emmeline Pankhurst, Nellie Martel (en), Rachel Barrett et Aeta Lamb (en) pour faire pression contre les libéraux lors de l'élection partielle de Mid Devon, un siège libéral fidèle depuis la fin des années 1880. Au cours des événements de la campagne à Newton Abbot, des incidents se produisent où de «jeunes voyous» tournent autour du camion sur lequel elles se trouvent et menacent de les faire basculer, et utilisent également un langage grossier. Les conservateurs remportent le siège et les suffragettes sont accusées de diviser le vote libéral.
Elle aide les campagnes de la WPSU lors de sept élections partielles, ayant à une occasion un chauffeur avec une barre de fer pour se protéger dans son véhicule.
Crocker est l'une des principales oratrices de la plate-forme lors du rassemblement de Hyde Park en 1908 et écope de quatre jours d'emprisonnement cette année-là.
En 1909, elle est organisatrice à la succursale de Yorkshire Sheffield de la WSPU, puis dans la région de Nottingham. Les arrestations avec d'autres militantes en 1909 concernent des actions à la Chambre des communes, et contre une réunion de Winston Churchill à Leicester. Elle fait une grève de la faim pendant quatre jours et elle subit une alimentation forcée en prison. Une fois en prison, elle n'a lu que la Bible et un livre intitulé "How to have a Happy Home and Keep It (Comment avoir un foyer heureux et le garder)". Une autre fois, elle critique le gouverneur de la prison pour ne pas avoir enlevé son chapeau pour s'adresser à elle.
Crocker est arrêtée à huit reprises pour activisme des suffragettes et le 1er mars 1912, elle va à la prison de Holloway pour purger trois mois de travaux forcés. Son crime a été de briser les fenêtres du bureau de poste avec Nellie Taylor à King's Road .
Devant le tribunal de Bow Street, elle explique que ses actions sont dirigées contre la brutalité policière à la suite des événements du Black Friday lorsque des manifestantes ont été violemment maltraitées et agressées, laissant une « ombre sombre ». Elle s'oppose également aux peines sévères infligées à Alan MacDougall et William Ball (en).

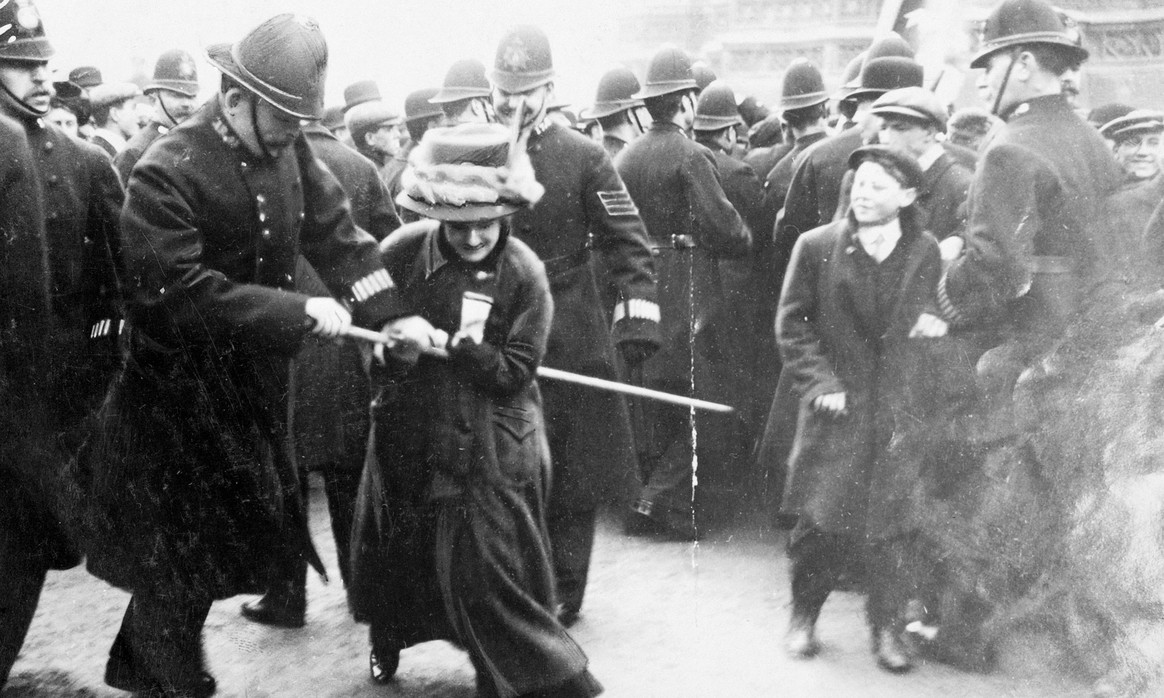
Police et suffragettes lors du Black Friday de novembre 1910.

De nouveau à la prison de Holloway, Crocker entame une grève de la faim et subit l'alimentation forcée ; sa signature figure parmi les signatures cousues sur le mouchoir des suffragettes sous le nez des gardiennes.
Crocker participe à la pièce An Allegory de Vera Wentworth une fois à Holloway et joue le rôle de Fear. Elle écrit en 1912, à son amie et collègue activiste, Helen Watts (en), qu'elle a été emprisonnée avec Louisa Garrett Anderson, Emmeline Pankhurst et Ethel Smyth.

## Dernières années et postérité
Crocker écrit ses mémoires Incidents in the Women's Suffrage Campaign et en 1949, elle en fait don au Girton College de Cambridge. Elle y écrit :
Les jeunes femmes modernes semblent ignorer le prix payé pour leur émancipation politique et sociale et les historiens modernes ont largement ignoré les luttes. 
Le musée de Londres possède une carte postale de Crocker avec Theresa Garrett, Gladys Roberts et Edith New lors de l'élection partielle de Hawick.
Crocker meurt à Maida Vale, à Londres en 1962, laissant le résidu de sa succession à la Suffragette Fellowship.